# José Antônio de Oliveira Guimarães
José Antônio de Oliveira Guimarães (? — ?) foi um estancieiro e político brasileiro.

## Intendente de São Lourenço do Sul
Foi o primeiro intendente de São Lourenço do Sul, dirigindo o município por duas vezes, sendo o primeiro mandato entre 18 de outubro de 1982 e 15 de novembro de 1892 (mandato provisório, que durou menos de um mês).
O segundo mandato durou entre 30 de maio de 1893 e 2 de junho de 1895.
Na sua gestão enquanto estancieiro, permitiu que parte das terras de sua propriedade, que se localizava à esquerda da trajetória final do arroio São Lourenço fosse povoada dando origem ao núcleo que desenvolveu a cidade de São Lourenço do Sul.